# Klemstrook

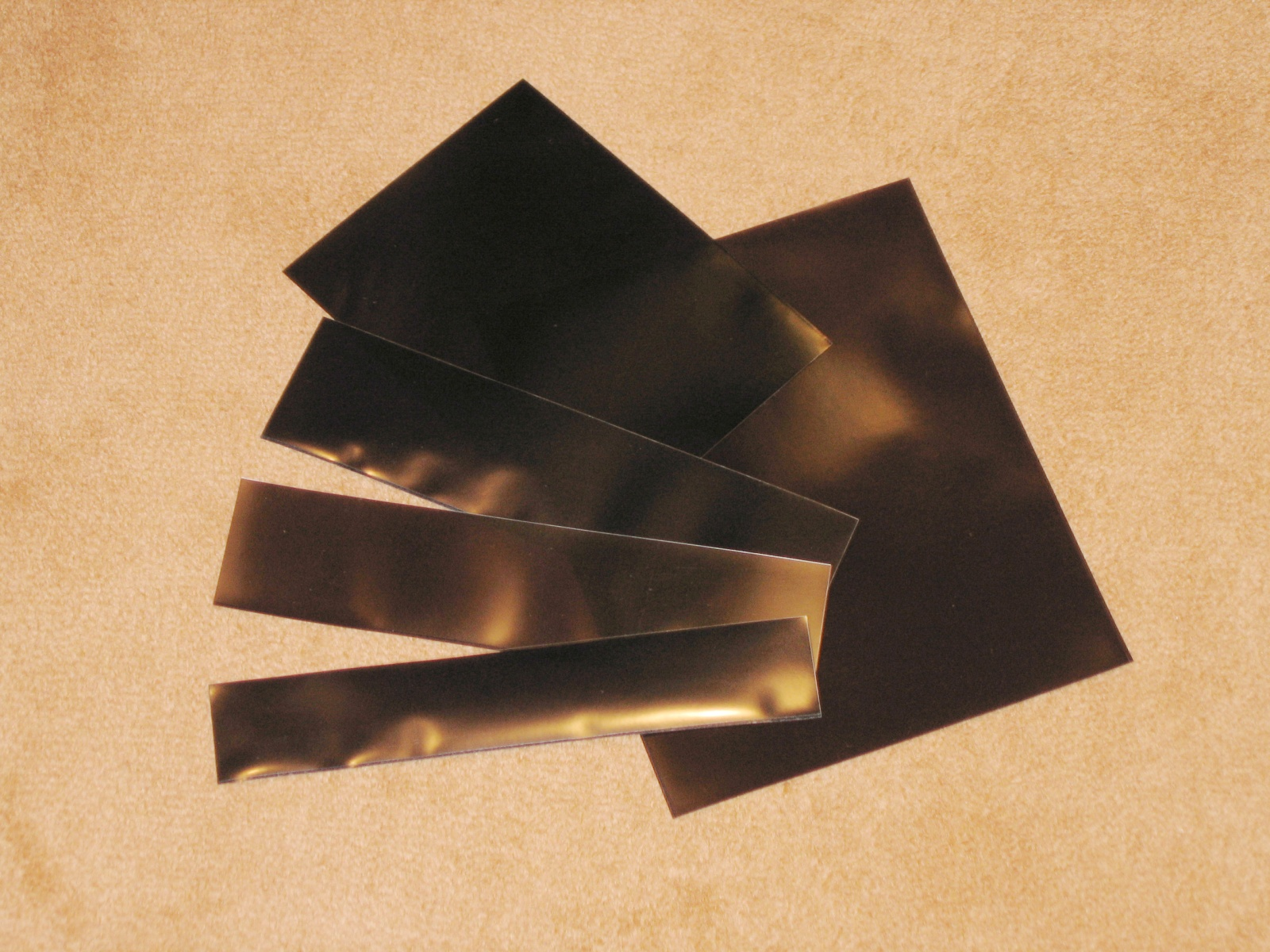
Een set klemstroken in verschillende maten

In de filatelie wordt een klemstrook gebruikt om een postzegel in een postzegelalbum te plaatsen. Het belangrijke voordeel is dat de gom van een postfrisse zegel niet wordt beschadigd door een postzegelplakker.
De klemstrook bestaat uit een doorzichtige strook aan de voorzijde en een vaak zwarte strook aan de achterzijde. Deze twee stroken zijn aan de onderzijde op elkaar bevestigd. De achterzijde van de klemstrook is gegomd. De klemstrook wordt op het gewenst formaat afgeknipt en op het albumblad geplakt. Daarna kan de postzegel erin worden geplaatst.